# Mythologie aztèque

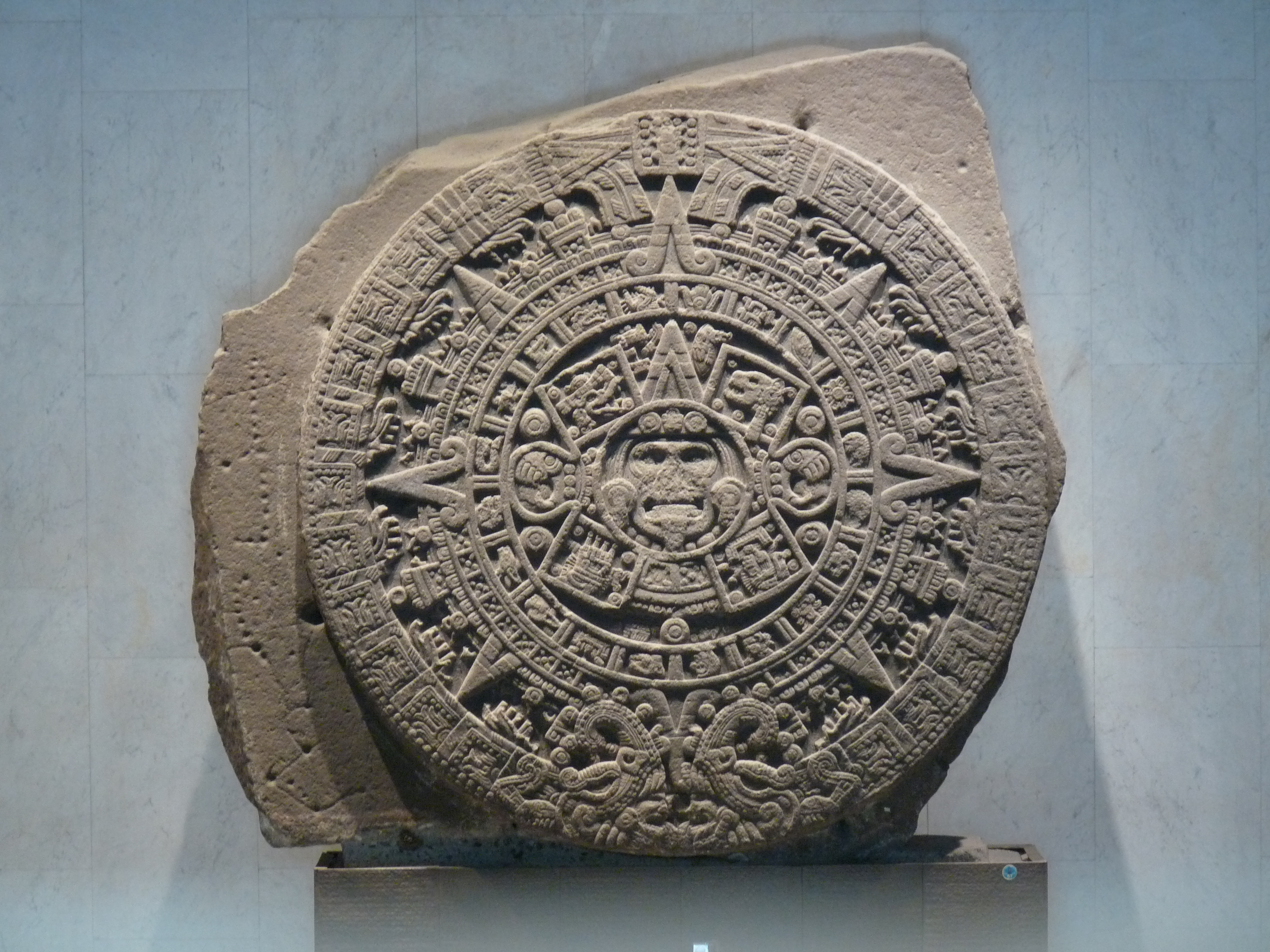
Le monolithe appelé Pierre du Soleil ou Calendrier aztèque est une synthèse de la cosmogonie aztèque (salle mexica du Musée national d'anthropologie de Mexico).

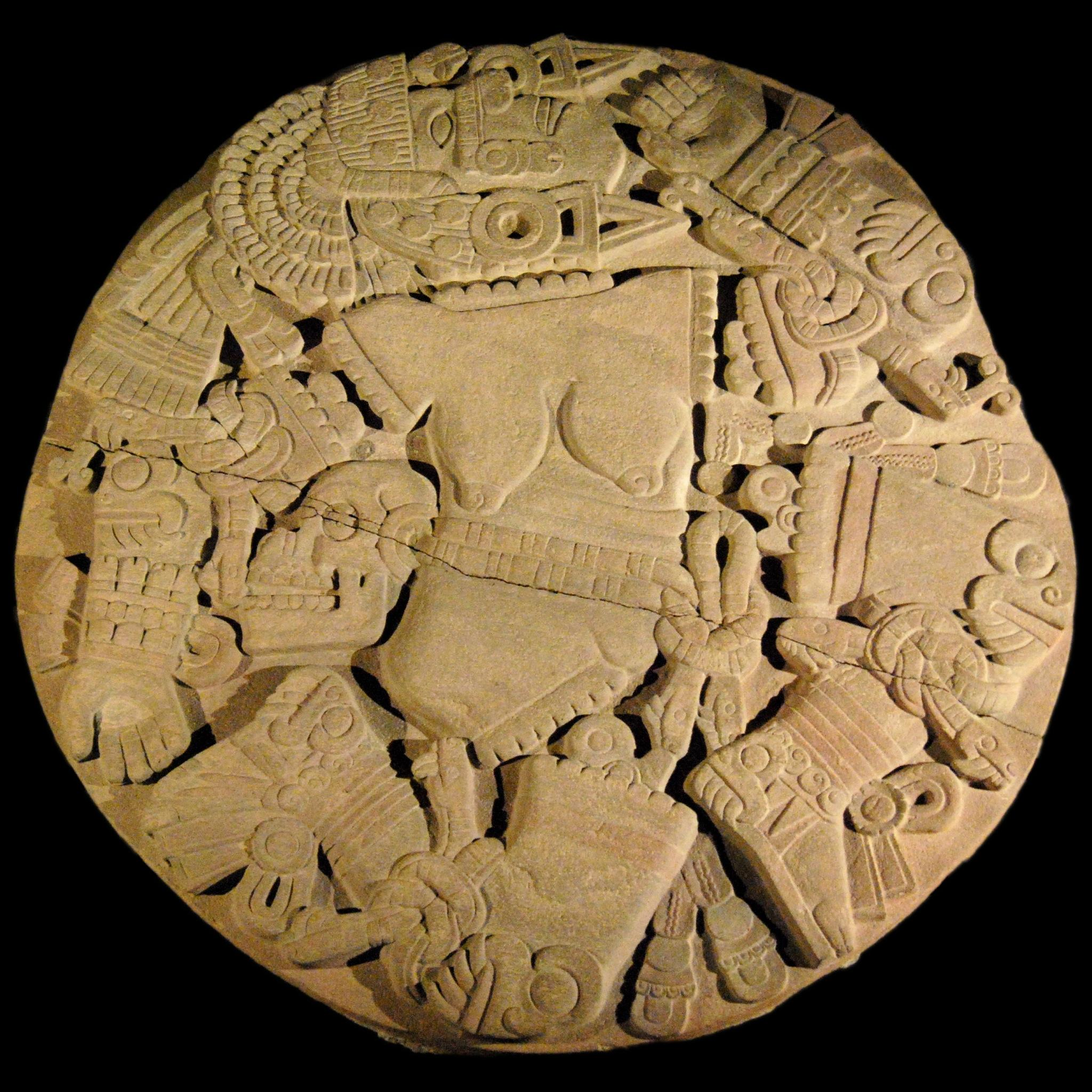
Coyolxauhqui, déesse de la lune.

La mythologie aztèque (ou mythologie mexica) est l'ensemble des mythes sur lesquels reposait la religion aztèque.
Elle partage de nombreux éléments d'autres anciennes mythologies mésoaméricaines mais elle s'en distingue en particulier par la place prépondérante du dieu tribal originel (selon le Codex de Florence) des Mexicas, Huitzilopochtli, dieu de la guerre et du soleil, dont les Aztèques se considéraient comme le peuple élu, chargé d'assurer la marche du soleil en le nourrissant par les sacrifices. Ce sentiment avait été renforcé par la réforme sociale et religieuse de Tlacaelel sous le règne des empereurs Itzcoatl, Moctezuma Ier et Axayacatl au milieu du XVe siècle.
Outre la croyance en ce dieu principal, la mythologie aztèque, comme toutes les autres mythologies amérindiennes, se caractérise par un polythéisme illimité et strictement fonctionnaliste, c’est-à-dire que les dieux, voués à la conservation du monde, sont affectés à des tâches précises d'assistance aux hommes.
Contrairement aux philosophies moralisatrices, la mythologie aztèque n'est pas basée sur la problématique du paradis et de l'enfer ou du bien et du mal. De même que les autres mythologies mésoaméricaines, elle s'articule autour d'une dualité universelle, la vie et la mort incarnant deux pôles complémentaires plutôt qu'opposés de l'existence humaine et de la création.

## Cosmogonie aztèque

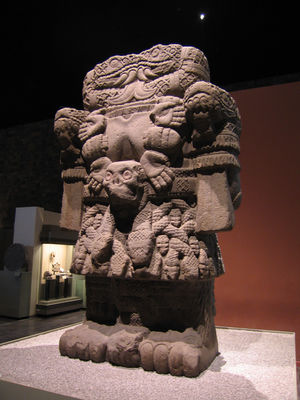
Coatlicue (Tonatzin, Toci, Teteoian, Teotenantzin) « celle qui porte une jupe de serpents » est la mère de Huitzilopochtli (selon le Codex de Florence), et la déesse de la terre et de la fertilité. Elle est la mère des dieux.

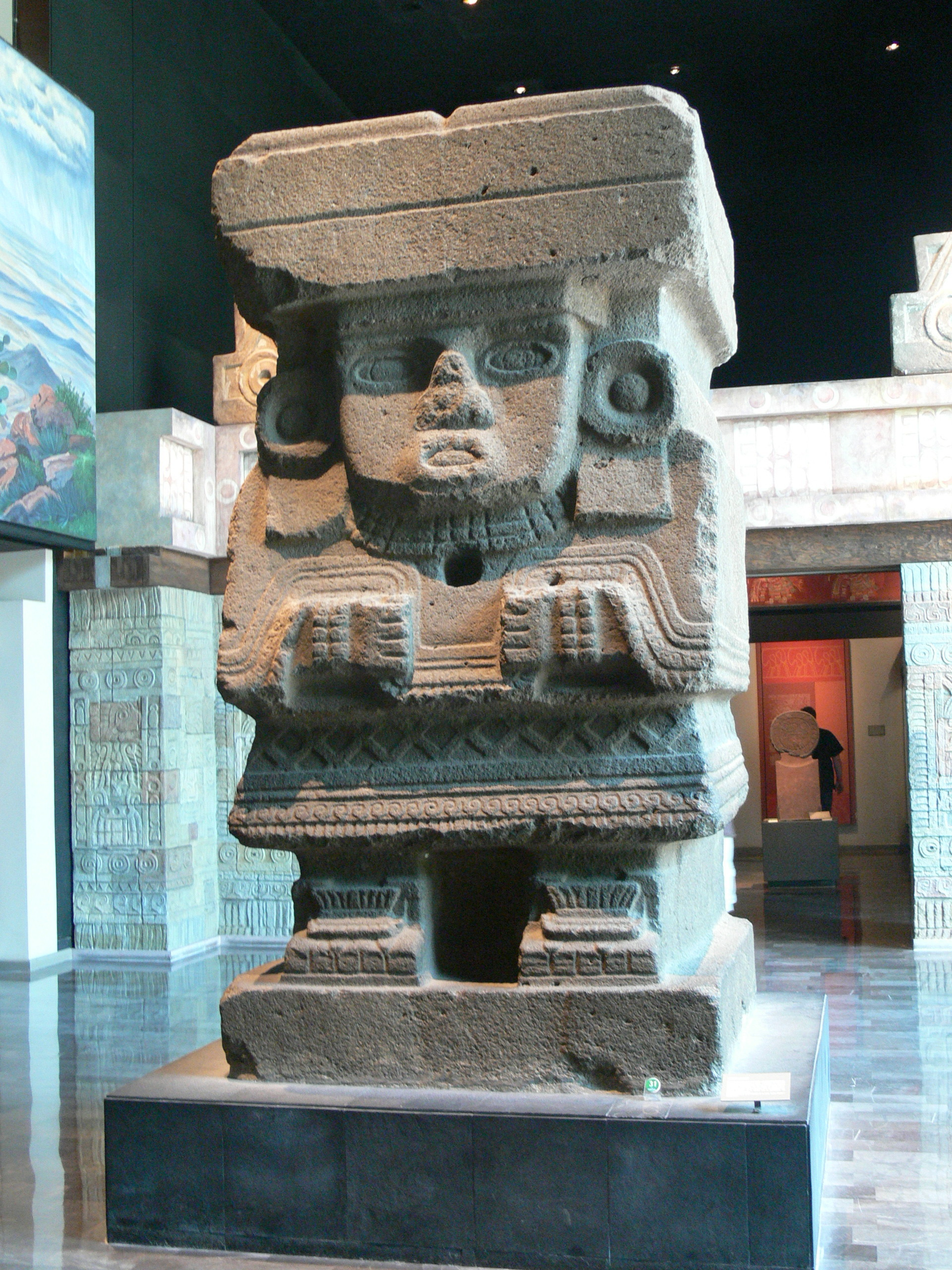
Chalchiuhtlicue, déesse de l'eau, elle est l'épouse de Tlaloc.

### Origines
À l'origine de toutes choses, il existait un dieu unique appelé Ometeotl (c'est-à-dire Dieu-deux en nahuatl). Ce nom renvoie à une des conceptions les plus fondamentales de la religion aztèque : le dualisme. Les Aztèques se représentaient tout sous forme de binômes (masculin-féminin, chaud-froid, humide-sec, etc. ) qui étaient en conflit, tout en étant complémentaires. Cette divinité originelle est d'ailleurs parfois assimilée à un couple, Tonacatecuhtli et Tonacacihuatl, que l'on trouve représentés dans le Codex Vaticanus A siégeant au treizième niveau du ciel, appelé Ilhuicatl-Omeyocan (lieu de la dualité). 
Selon l’Historia de los Mexicanos por sus Pinturas, ce couple engendra quatre divinités primordiales : Tlatlauhqui Tezcatlipoca (miroir fumant rouge en nahuatl), Yayauhqui Tezcatlipoca (miroir fumant noir en nahuatl), Quetzalcóatl et Omitecuhtli ou Maquizcoatl, (les Mexicains l'appelaient « Huitzilopochtli »). Ensuite, après 600 ans, ces divinités se mirent à créer à leur tour.

### Légende des soleils
Les dieux, selon les croyances aztèques ont successivement créé plusieurs mondes, chaque fois anéantis.
Il existe plusieurs versions de ce mythe cosmogonique, que l'on retrouve ailleurs au Mexique central et, plus largement, en Mésoamérique. Chaque version diffère des autres sur certains points, mais le schéma général reste le même : avant le monde actuel, se sont succédé plusieurs âges ou « soleils », chacun d'entre eux possédant certaines caractéristiques et s'étant terminé par un certain type de catastrophes. Deux de ces versions sont pratiquement identiques (on les trouve dans les manuscrits connus sous le nom de Leyenda de los Soles et Historia de los Mexicanos por sus Pinturas) ; ils correspondent probablement à une sorte de version aztèque « officielle » de ce mythe.
- Ocelotonatiuh (Soleil du jaguar en nahuatl) : dans la Leyenda de los Soles, ce soleil est appelé «Nahui-Ocelotl»  (Quatre-jaguar en nahuatl) : Les hommes sont dévorés par les jaguars. Dans l'Historia de los Mexicanos por sus Pinturas, on précise que c'est Tezcatlipoca, sous forme de jaguar, qui les dévore.
- Ehecatonatiuh (Soleil de vent) : dans la Leyenda de los Soles, ce soleil est appelé Nahui Ehecatl « Quatre-vent ». L'humanité est détruite par un vent violent. Dans l'Historia de los Mexicanos por sus Pinturas, Tezcatlipoca fait souffler une tempête et les hommes sont métamorphosés en singes.
- Quiauhtonatiuh (Soleil de pluie) : dans la Leyenda de los Soles, ce soleil est appelé Nahui Quiahuitl « Quatre-pluie ». L'humanité est détruite par une pluie de feu. Dans l'Historia de los Mexicanos por sus Pinturas, Quetzalcoatl détruit cet univers en le submergeant sous une pluie de feu.
- Atonatiuh (Soleil d'eau) : dans la Leyenda de los Soles, ce soleil est appelé Nahui Atl « Quatre-eau ». Il s'acheva en un déluge de 52 ans. Les hommes se noyèrent et furent changés en poissons. On précise qu'un homme (Tata) et une femme (Nene) furent sauvés mais, ayant désobéi à Tezcatlipoca, ils furent transformés en chiens. Dans l' Historia de los Mexicanos por sus Pinturas, on dit simplement que tous les hommes furent transformés en poissons.

«Nahui Ollin» (Quatre-tremblement de terre ou Quatre-mouvement) est le cinquième et dernier soleil et il doit s'effondrer dans des séismes. Les Tzitzimime, monstres squelettiques qui hantent à l'occident les marches de l'univers, anéantiront l'humanité. Rien ne garantissait le retour du soleil et des saisons aussi la mission des Aztèques consistait à repousser l'assaut du néant. Il fallait fournir au Soleil et aux autres divinités "l'eau précieuse".
Une autre version, le Codex Vaticanus A, ne mentionne que quatre soleils : Matlactli Atl, Ehecoatl, Tlequiyahuillo et Tzontilic.

### Création des hommes

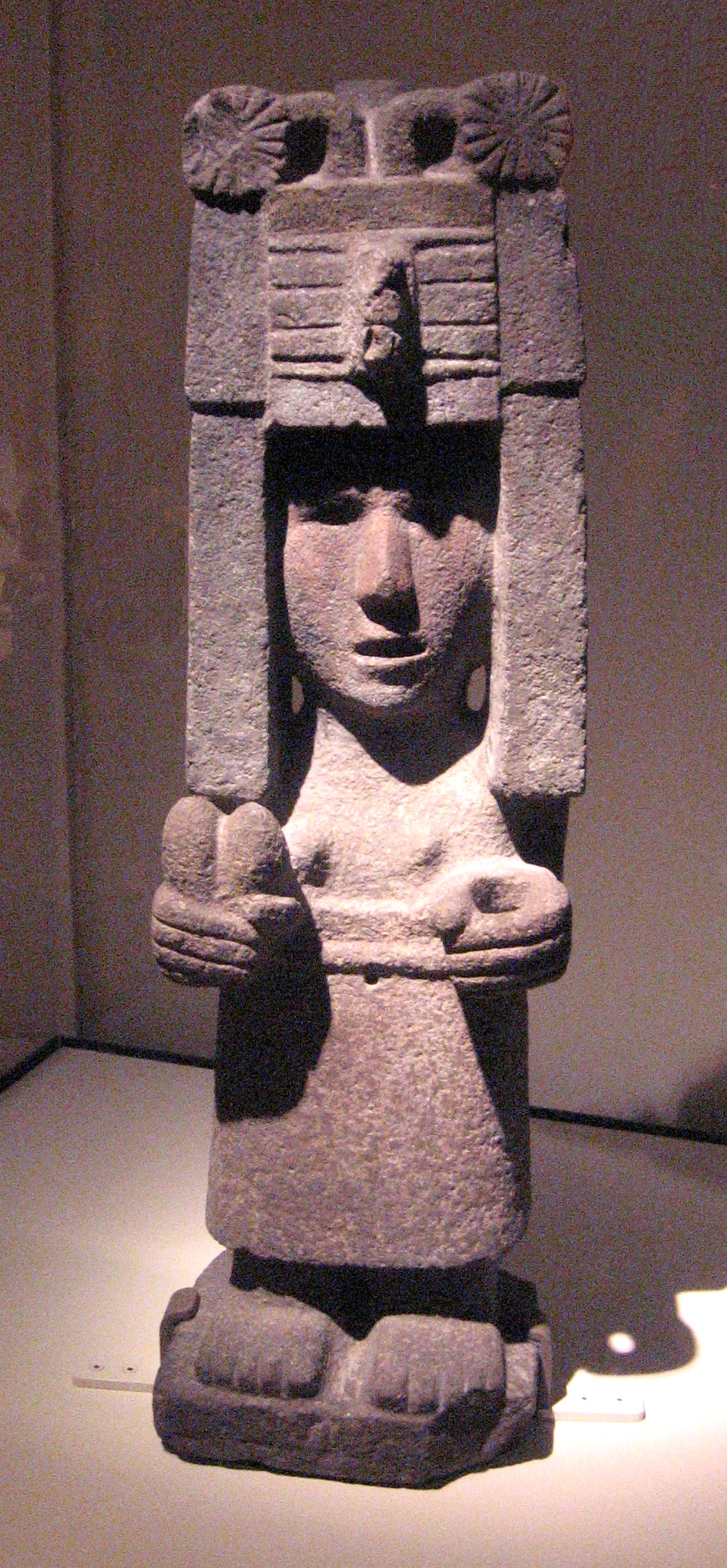
Chicomecoatl, la déesse de l'agriculture

Quetzalcóatl, sous la forme de Xolotl le « Dieu-chien », alla dérober aux enfers de Mictlantecuhtli, les ossements desséchés des morts et les arrosa de son sang pour donner vie aux hommes.

### Création du cinquième soleil
Deux sources, la Leyenda de los Soles et l’Histoire générale des choses de la nouvelle-Espagne de Bernardino de  Sahagún nous apprennent qu'au commencement du monde actuel, tout était noir, sans vie, mort. Les dieux se réunirent à Teotihuacan en se posant la question de qui aurait la charge d'éclairer le monde. Sahagún fournit la version la plus détaillée de ce qui suit. Deux dieux proposent leur candidature puis l'un d'eux, appelé Tecciztecatl (celui de la conche), recule devant le brasier où il était nécessaire de se jeter : il devint la Lune. Le second, un petit dieu humble et pauvre appelé Nanahuatl (le bubonneux) (sans doute faut-il y voir une métaphore du peuple aztèque à ses débuts) se jette sans hésiter dans le brasier et devient le Soleil. Mais les deux astres restent inertes dans le ciel, il est indispensable de les nourrir. Alors les autres dieux décident de se sacrifier et de donner l'« eau précieuse » (chalchiuatl) qui est nécessaire, à savoir le sang. Cela explique l'importance des sacrifices humains dans la religion aztèque, les hommes étant contraints de réitérer éternellement le sacrifice divin originel.

### L'aigle et le serpent
L'aigle et le serpent est un mythe ancien aztèque. Il narre la longue quête d'une tribu de ce peuple dans la recherche de sa terre promise par le dieu Huitzilopochtli. Cette terre serait reconnaissable grâce au « signe » : l'aigle perché sur un nopal avec un serpent dans le bec.
Cette terre s'avère être une petite île inhospitalière qui, par la suite, deviendra une des plus grandes puissances du monde aztèque. Cette histoire relaterait la fondation de la ville de Tenochtitlan, aujourd'hui Mexico. Le Mexique conserve le symbole de l'aigle et du serpent sur son drapeau ainsi que sur le sceau du Nouveau-Mexique. Il existe plusieurs variantes de cette légende.

## Conception de la mort
Selon les croyances aztèques, l'âme (teyolia) des guerriers morts au combat ou sacrifiés se rendait au ciel oriental près du Soleil puis revenait sous forme d'un papillon ou d'un colibri au bout de quatre ans,. Mais les gens du commun n'échappaient pas au Mictlan et disparaissaient après un voyage difficile de quatre ans,. Les noyés allaient au tlalocan, « paradis » du dieu de la pluie Tlaloc.

### Sacrifices humains
Selon la mythologie aztèque, le sang humain (l'« eau précieuse ») était nécessaire au dieu soleil Huitzilopochtli pour pouvoir continuer à exister. Les sacrifices humains étaient donc courants. On sacrifiait également en l'honneur d'autres dieux. Le sacrifice concernait principalement les prisonniers, mais il pouvait également s'agir de volontaires. En effet, selon leur croyance, la vie qui les attendait dans l'autre monde dépendait non de leurs actions sur terre mais de leur trépas ; or, les deux morts considérées comme les plus glorieuses étaient le sacrifice et la mort au combat.
Cependant, certains dieux comme Quetzalcoatl, s'opposaient au sacrifice des humains.

## Divinités
Dans le polythéisme aztèque, les dieux étaient souvent hérités d'autres cultures : les Aztèques assimilaient en effet tous les dieux des peuples qu'ils vainquaient. Par exemple le dieu de la fertilité, Xipe-Totec, était vénéré par les Yopi. Tezcatlipoca et Quetzalcóatl étaient déjà l'objet d'un culte par des civilisations plus anciennes de Mésoamérique et furent adorés par différentes cultures sous différents noms. Si certains de ces dieux avaient des caractéristiques incompatibles avec les leurs, ils se contentaient de lui rendre un culte dans des temples particuliers : à Tenochtitlan, il s'appelait Coacalco, la maison du serpent.

### Concept de teótl
Le concept de Teótl (pluriel Teteo) est au cœur de la mythologie aztèque. Ce mot nahuatl, que l'on pourrait traduire par « dieu », renvoie en fait à une conception plus large : le teotl serait une énergie dynamique et immatérielle de la divinité, un peu à la manière du Mana polynésien. La nature véritable du Teotl est l'une des questions les plus débattues par les historiens. Il permet de comprendre la chute de l'Empire aztèque : l'empereur Moctezuma II pensait en effet que Cortés et les conquistadores étaient des Teteo, non comme de véritables dieux, mais comme des phénomènes mystérieux et inexplicables.

### Panthéon

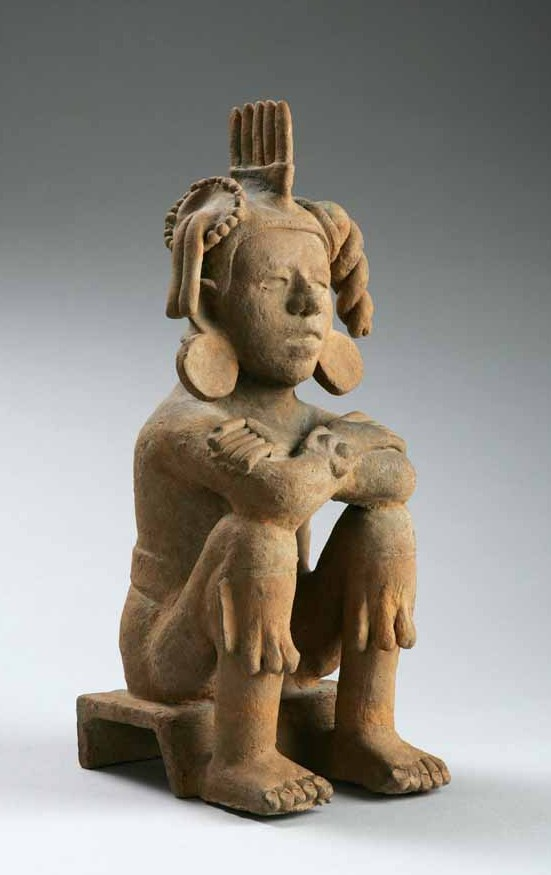
Xochipilli, le dieu de l'amour.

Au début du XVIe siècle, les peuples du Mexique central, parmi lesquels on peut compter les Aztèques, possédaient un panthéon foisonnant. Les auteurs modernes avancent des chiffres qui peuvent aller d'au moins 144 à quelque 200 divinités. Faute de pouvoir donner un chiffre précis, on peut citer la phrase d'un chroniqueur espagnol du XVIe siècle, Juan Bautista Pomar, qui écrit : « Ils avaient tant et tant d'idoles, qu'il y en avait presque une pour chaque chose... ».
Il est possible de regrouper les dieux aztèques en différentes catégories : les dieux en relation avec  la nature, avec les échanges, etc. Henry B. Nicholson distingue trois groupes principaux, selon la fonction, divisés à leur tour en «complexes»: le premier est celui de la créativité et du paternalisme divin (Ometeotl, Tezcatlipoca, Xiuhtecuhtli). Le deuxième est en rapport avec la pluie, l'humidité et la fertilité agricole (Tlaloc, Centeotl, Xochipilli, Ome Tochtli, Xipe-Totec, Teteoinnan). Le troisième groupe est celui de la guerre, des sacrifices et de l'alimentation du soleil et de la terre (Tonatiuh, Huitzilopochtli, Mixcoatl - Tlahuizcalpantecuhtli, Mictlantecuhtli). Nicholson accorde une place à part à Quetzalcóatl en raison des nombreux aspects qu'il peut revêtir, et à Yacatecuhtli dont la nature lui semble obscure.